# 란초 (이탈리아)

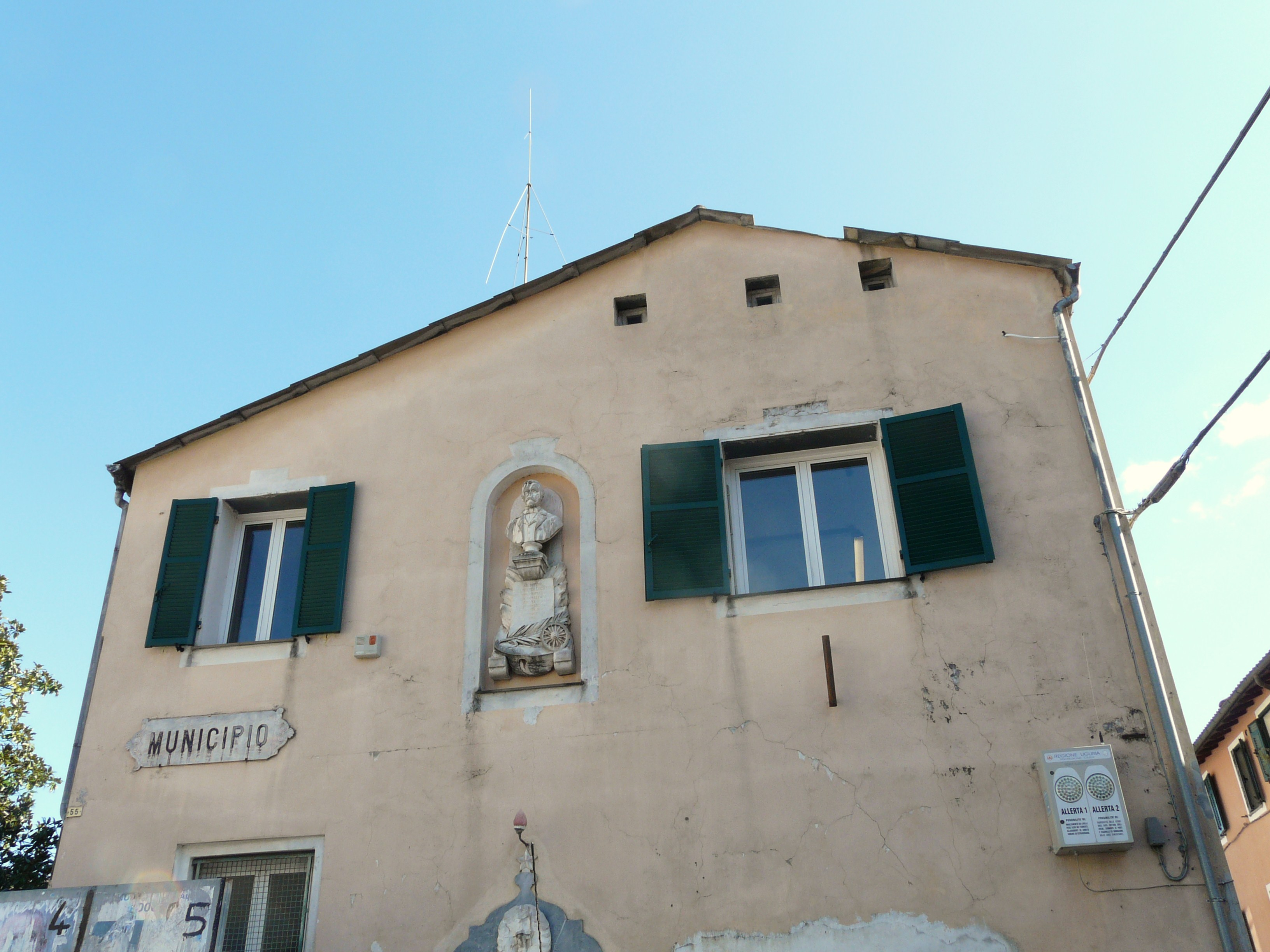

란초(이탈리아어: Ranzo)는 이탈리아 리구리아주 임페리아도에 위치한 코무네로 면적은 11.7km2, 인구는 546명(2004년 12월 기준), 인구 밀도는 47명/km2이다. 제노아에서 남서쪽으로 약 80km, 임페리아에서 북쪽으로 약 20km 정도 떨어진 곳에 위치한다.